# Claudio Casacci
| Entdeckte Asteroiden: 2          | Entdeckte Asteroiden: 2 |
| -------------------------------- | ----------------------- |
| (24856) Messidoro                | 15. Januar 1996         |
| (43881) Cerreto                  | 25. Februar 1995        |
| alle zusammen mit Maura Tombelli |                         |

Claudio Casacci (* 1958) ist ein italienischer Raumfahrtwissenschaftler und Amateurastronom.
Zwischen 1995 und 1996 entdeckte er zusammen mit der italienischen Astronomin Maura Tombelli am Osservatorio Astronomico di Asiago Cima Ekar zwei Asteroiden.
Der Asteroid (4814) Casacci wurde nach ihm benannt.